# Cosmosoma advena
Cosmosoma advena är en fjärilsart som beskrevs av Druce 1884. Cosmosoma advena ingår i släktet Cosmosoma och familjen björnspinnare. Inga underarter finns listade i Catalogue of Life.